# (7688) Lothar
(7688) Lothar (2536 P-L) – planetoida z pasa głównego asteroid okrążająca Słońce w ciągu 3,45 lat w średniej odległości 2,28 j.a. Odkryta 24 września 1960 roku.